# OPA3
OPA3‏ (OPA3, outer mitochondrial membrane lipid metabolism regulator) هوَ بروتين يُشَفر بواسطة جين OPA3 في الإنسان.

## الأهمية السريرية
متلازمة كوستيف، أو حمض 3-ميثيل الجلوتاكونيك من النوع الثالث، هي اضطراب وراثي ناجم عن طفرات في جين OPA3. بالإضافة إلى ذلك، تعمل هذه الطفرات على تعطيل إنتاج الحرارة غير المرتعشة، كما يتضح من الانخفاض الكبير في درجة حرارة سطح الجسم.